# 브렛슈나이더
브렛슈나이더(Bretschneidera sinensis)는 브렛슈나이더속(Bretschneidera)의 유일종으로 중국과 타이완, 태국, 베트남에서 발견된다. 자생지 감소로 멸종 위험에 처해 있다.